# Radicaal 53
Van de in totaal 214 Kangxi-radicalen heeft radicaal 53  de betekenis huis op een klif. Het is een van de eenendertig radicalen die bestaan uit drie strepen.
In het Kangxi-woordenboek zijn er 15 karakters die dit radicaal gebruiken.

## Karakters met het radicaal 53
| Strepen | Karakter                                  |
| ------- | ----------------------------------------- |
| + 0     | 广                                        |
| + 2     | 庀 庁 庂 広                               |
| + 3     | 庄 庅 庆                                  |
| + 4     | 庇 庈 庉 床 庋 庌 庍 庎 序 庐 庑 庒 库 应 |
| + 5     | 底 庖 店 庘 庙 庚 庛 府 庝 庞 废          |
| + 6     | 庠 庡 庢 庣 庤 庥 度                      |
| + 7     | 座 庨 庩 庪 庫 庬 庭 庮 庯                |
| + 8     | 庰 庱 庲 庳 庴 庵 庶 康 庸 庹 庺 庻 庼    |
| + 9     | 庽 庾 庿 廀 廁 廂 廃 廊                   |
| + 10    | 廅 廆 廇 廈 廉 廋 廌                      |
| + 11    | 廄 廍 廎 廏 廐 廑 廒 廓 廔 廕 廖 廗 廘    |
| + 12    | 廙 廚 廛 廜 廝 廞 廟 廠 廡 廢 廣 廤       |
| + 13    | 廥 廦 廧 廨 廩 廪                         |
| + 15    | 廫                                        |
| + 16    | 廬 廭                                     |
| + 17    | 廮 廯 廰                                  |
| + 18    | 廱                                        |
| + 19    | 廲                                        |
| + 22    | 廳                                        |

Bronskarakter
Groot zegelkarakter
Klein zegelkarakter